# ГЕС Оттмарсайм
ГЕС Оттмарсайм (фр. Ottmarsheim) — гідроелектростанція у Франції на Верхньому Рейні. Входить до складу рейнського каскаду, знаходячись між ГЕС Кембс (вище по течії) та Фессенайм. Хоча ця ділянка річки становить кордон між Німеччиною та Францією, остання за умовами Версальського договору отримала права на її одноосібне господарське використання, що зокрема реалізовано за допомогою відведення рейнської води у Великий Ельзаський канал перед станцією Кембс.
Спорудження ГЕС Оттмарсайм розпочалось у 1948 році та завершилось введенням в експлуатацію у 1952-му. Канал розділено невеликим острівцем на дві протоки, у лівій з яких спорудили греблю руслової ГЕС, а в правій два судноплавних шлюзи. Останні мають довжину у 185 метрів та ширину 23 і 12 метрів.
Машинний зал обладнано чотирма турбінами типу Каплан загальною потужністю 156 МВт. При напорі у 15,5 метра вони забезпечують виробництво майже 1 млрд кВт-год електроенергії на рік.
Управління станцією здійснюється з диспетчерського центру, розташованого на ГЕС Кембс.